# Néret
Néret település Franciaországban, Indre megyében. Lakosainak száma 188 fő (2022. január 1.). Néret Châteaumeillant, Champillet, Montlevicq, Urciers és Vicq-Exemplet községekkel határos.

## Népesség
A település népességének változása:
| Lakosok száma | 316  | 233  | 208  | 207  | 215  | 202  | 191  | 187  | 187  | 188  |
|               | 1968 | 1982 | 1990 | 2006 | 2013 | 2015 | 2017 | 2019 | 2020 | 2022 |